# Chaux-des-Prés
Chaux-des-Prés là một xã trong vùng hành chính Franche-Comté, thuộc tỉnh Jura, quận Saint-Claude, tổng Saint-Laurent-en-Grandvaux. Tọa độ địa lý của xã là 46° 30' vĩ độ bắc, 05° 52' kinh độ đông. Chaux-des-Prés nằm trên độ cao trung bình là 875 mét trên mặt nước biển, có điểm thấp nhất là 834 mét và điểm cao nhất là 1003 mét. Xã có diện tích 7.79 km², dân số vào thời điểm 1999 là 168 người; mật độ dân số là 22 người/km².

## Thông tin nhân khẩu
| 1962 | 1968 | 1975 | 1982 | 1990 | 1999 |
| ---- | ---- | ---- | ---- | ---- | ---- |
| 162  | 172  | 173  | 166  | 170  | 168  |

## Địa điểm tham quan
Nhà thờ của Chaux-des-Prés được xây trong thế kỉ thứ 19.